# النورا، آلبرتا
النورا، آلبرتا (به انگلیسی: Elnora, Alberta) یک منطقهٔ مسکونی در کانادا است که در آلبرتا واقع شده‌است. النورا ۲۹۸ نفر جمعیت دارد و ۹۳۵ متر بالاتر از سطح دریا واقع شده‌است.